# Tomasz Wieszczycki
Tomasz Witold Wieszczycki (ur. 21 grudnia 1971 w Łodzi) – polski piłkarz, komentator,  trener piłkarski.

## Kariera zawodnicza
Występował na pozycji środkowego pomocnika, a pod koniec kariery także jako stoper.
Wieszczycki karierę zaczynał w ŁKS Łódź, gdzie przez siedem lat w 190 meczach ligowych strzelił 47 goli. Dobra postawa spowodowała, że w 1995 Wieszczu przeszedł do Legii. Po sezonie został kupiony przez francuski Le Havre AC, z którym zajął 14. miejsce w Ligue 1. W 1998 wrócił do ŁKS-u, z którym po pół roku zdobył mistrzostwo Polski. Po następnych dwóch sezonach Wieszczycki przeszedł do warszawskiej Polonii, z którą zdobył mistrzostwo Polski, Puchar Ligi, Puchar Polski oraz Superpuchar. Przed sezonem 2001/2002 przeniósł się do OFI Kreta. Spędził tam tylko rundę jesienną, po czym podpisał kontrakt z Dyskobolią. Piłkarską karierę zakończył 3 kwietnia 2004 w meczu z Polonią Warszawa przegranym przez jego drużynę 1:3.
W reprezentacji Polski Wieszczycki w latach 1994-2000 wystąpił w 11 meczach i strzelił 3 gole.
W polskiej Ekstraklasie rozegrał 363 mecze i strzelił 99 goli.

## Kariera trenerska
W 2006 ukończył kurs trenerski, co dało mu uprawnienia do pracy z zespołami drugiej ligi.
4 listopada 2011 został tymczasowym trenerem ŁKS-u Łódź po rezygnacji Michała Probierza. Po klęsce ŁKS-u 4:0 w ligowym spotkaniu z Ruchem Chorzów na stanowisku zastąpił go Ryszard Tarasiewicz.

## Inna działalność
Po zakończeniu kariery zawodniczej pracuje jako ekspert komentujący mecze polskiej ekstraklasy w Canal+ Polska. Komentuje też mecze ligi angielskiej i hiszpańskiej.